# Africa (Schiff, 1906)
Die Africa, auch HMS Africa, war ein Schlachtschiff (Einheitslinienschiff bzw. Semi-dreadnought) der King-Edward-VII-Klasse der britischen Marine, das von 1906 bis 1918 in Dienst stand.

## Geschichte
Die Africa wurde am 27. Januar 1904 in Chatham auf Kiel gelegt, am 20. Mai 1905 vom Stapel gelassen und im November 1906 fertiggestellt. Benannt nach den Kolonien des Britischen Empires in Afrika, war sie das letzte in Chatham gebaute Schlachtschiff, da spätere Klassen für die Werft zu groß waren. Die Africa wurde am 6. November 1906 für den Einsatz in der Atlantic Fleet in Dienst gestellt. Am 4. März 1907 wurde sie in die Kanalflotte versetzt und kollidierte am 23. März 1907 vor Portland mit der SS Ormuz, wobei sie nur leicht beschädigt wurde. Die Africa wurde im Juni 1908 zur Nore Division, Home Fleet, versetzt und im April 1909 der 2. Division, Home Fleet, zugeteilt. Dort wurde sie ab dem 25. April als Flaggschiff für Vizeadmiral Sir William Henry May, Befehlshaber der Dritten und Vierten Division der Home Fleet eingesetzt. Am 24. Juli 1911 wurde sie von der King Edward VII. ersetzt und im November 1911 ausgemustert und der Reserve zugeteilt.
Im Januar 1912 nahm die Africa an Flugzeugstartversuchen in Sheerness teil. Sie wurde für den Start von Flugzeugen mit einer 30 Meter langen, nach unten abfallenden Landebahn ausgestattet, die auf dem Vordeck über den vorderen Geschützturm bis zum Bug verlief und mit Schienen zur Führung der Flugzeuge versehen war. Die Stabilität der Konstruktion wurde getestet, indem Teile der Besatzung auf ihnen auf- und absprang. Anschließend wurde ein mit einem Gnome-Motor ausgestatteter Doppeldecker des Typs Short Improved S.27 in Position gebracht, mit dem Leutnant Charles Samson am 10. Januar 1912 den ersten Start eines britischen Flugzeugs von einem Schiff durchführte. Das Flugzeug lief die Startbahn hinunter während es beschleunigte, tauchte nach dem Verlassen der Bahn leicht ab und stieg wieder auf. Samson kreiste unter dem Jubel der Besatzung mehrere Male über dem Schiff. Nach einigen Minuten stieg Samson auf 240 Meter und beendete seinen Flug mit einer sicheren Landung an Land. Nach dem Abschluss dieses historischen Fluges wurde die Startrampe abmontiert und auf der Hindustan installiert.
Die Kanalflotte wurde im Rahmen der Flottenumstrukturierung vom 24. März 1909 zur 2. Division der Home Fleet, wodurch die Africa Teil dieser neuen Flotte wurde. Im Mai 1912 wurde die Africa in Sheerness dem 3. Schlachtgeschwader der Home Fleet zugeteilt und im November 1912 ins Mittelmeer abkommandiert, wo sie als Teil eines Verbands der europäischen Großmächte Österreich, Frankreich und Deutschland an der Blockade Montenegros und der Besetzung von Shkodra teilnahm, um Mazedonien zur Abtretung der Stadt an das neu gegründete Albanien zu zwingen. Anschließend kehrte die Africa wieder nach Großbritannien zurück und wurde am 27. Juni 1913 wieder in die Home Fleet aufgenommen.

### Erster Weltkrieg
Beim Ausbruch des Ersten Weltkriegs wurde die Africa unter dem Kommando von Vizeadmiral Edward Bradford der Grand Fleet zugewiesen und in Rosyth stationiert. Am 6. August, einen Tag nach der Kriegserklärung Großbritanniens an Deutschland, lief die Africa zusammen mit einem Teil der Grand Fleet in die Nordsee aus, um die Küste Norwegens auf der Suche nach einem deutschen Marinestützpunkt zu inspizieren. Es wurde kein solcher Stützpunkt gefunden, und die Schiffe kehrten am nächsten Tag in den Hafen zurück. Am 14. August stachen die Schiffe zu Gefechtsübungen in See, bevor sie im Laufe des Tages zu Patrouillenfahrten übergingen, die bis zum 15. August dauerten.
Am 2. November 1914 wurde das Geschwader zur Verstärkung der Kanalflotte abkommandiert und in Portland stationiert. Am 13. November 1914 kehrte es zur Grand Fleet zurück.

### Raid auf Scarborough, Hartlepool und Whitby
Am 14. Dezember hatte Room 40 eine nachrichtendienstliche Abteilung der britischen Admiralität deutsche Funksprüche entschlüsselt, die Admiral von Ingenohls Plan für einen Angriff auf Scarborough, Hartlepool und Whitby durch Franz von Hippers Aufklärungsgruppe I enthielten. In Unkenntnis der Briten sollte Hipper jedoch durch die Hochseeflotte verstärkt werden. Die Briten stachen am 15. Dezember in See, mit der Absicht, die deutschen Schiffe auf ihrer Rückfahrt in einen Hinterhalt zu locken. In den frühen Morgenstunden des 16. Dezember und bei schwerer See kam es zum Gefecht zwischen britischen und deutschen Zerstörern. Doch von Ingenohl befahl seinen Schiffen aus Sorge vor einem massierten Angriff britischer Zerstörer, abzudrehen.
Am 12. Januar 1915 stach die Africa zusammen mit dem 3. Schlachtgeschwader zu Geschützdrills in Richtung Orkney in See und kehrte am 15. Januar nach Rosyth zurück. Um die Ostküste zu decken und als Fernunterstützung zu fungieren, fuhren das 3. Kreuzergeschwader und die sieben Schiffe des 3. Kampfgeschwaders, darunter die Africa, während des Gefechts auf der Doggerbank am 23. Januar von Rosyth aus in ein Gebiet in der Nordsee, von dem aus sie den deutschen Streitkräften den Weg abschneiden konnten.
Vom 17. bis zum 19. Mai und vom 29. bis zum 31. Mai unternahm die Grand Fleet Vorstöße in die zentrale Nordsee, ohne auf deutsche Schiffe zu stoßen. Vom 11. bis zum 14. Juni führte die Flotte erneut Geschütz- und Gefechtsübungen westlich von Shetland durch. Vom 2. bis zum 5. September unternahm die Flotte eine weitere Fahrt in der Nordsee, bei der sie Geschützübungen durchführte und verbrachte den Rest des Monats mit zahlreichen Trainingsübungen. Vom 13. bis 15. Oktober unternahm das Schiff zusammen mit dem Großteil der Grand Fleet einen weiteren Einsatz in der Nordsee. Fast drei Wochen später, vom 2. bis zum 5. November, nahm die Africa an einer weiteren Flottenübungsoperation westlich von Orkney teil.
Im Dezember lief die Africa zu einer Überholung nach Belfast. Nach dem Abschluss der Überholung im Januar 1916 wurde sie erneut dem 3. Schlachtgeschwader der Grand Fleet zugeteilt. Am 29. April 1916 wurde das 3. Schlachtgeschwader nach Sheerness verlegt und am 3. Mai 1916 von der Grand Fleet getrennt sowie dem Nore Command unterstellt. Dort blieb die Africa bis August 1916, um dann bis September in Portsmouth überholt zu werden. Nach ihrer Wiederindienststellung wurde sie zur Unterstützung der italienischen Regia Marina gegen die österreichische Marine in die Adria entsandt. Von Januar bis März 1917 wurde sie in Gibraltar überholt und wechselte dann zum 9. Kreuzergeschwader im Atlantik, wo sie für Patrouillen und zum Geleitschutz eingesetzt wurde. Im Dezember 1917 wurde sie in Rio de Janeiro erneut überholt.

### Nachkriegszeit
Im Oktober 1918 kehrte die Africa in die Heimat zurück und wurde dort bei ihrer Ankunft in Portsmouth im November ausgemustert und der Reserve unterstellt. Dort war sie kurzzeitig ein Depotschiff des 9. Kreuzergeschwaders und wurde als Unterkunftsschiff eingesetzt. Im März 1920 wurde sie endgültig ausgemustert und am 30. Juni 1920 für 32.825 Pfund an Ellis & Co zum Abwracken verkauft.

## Technik

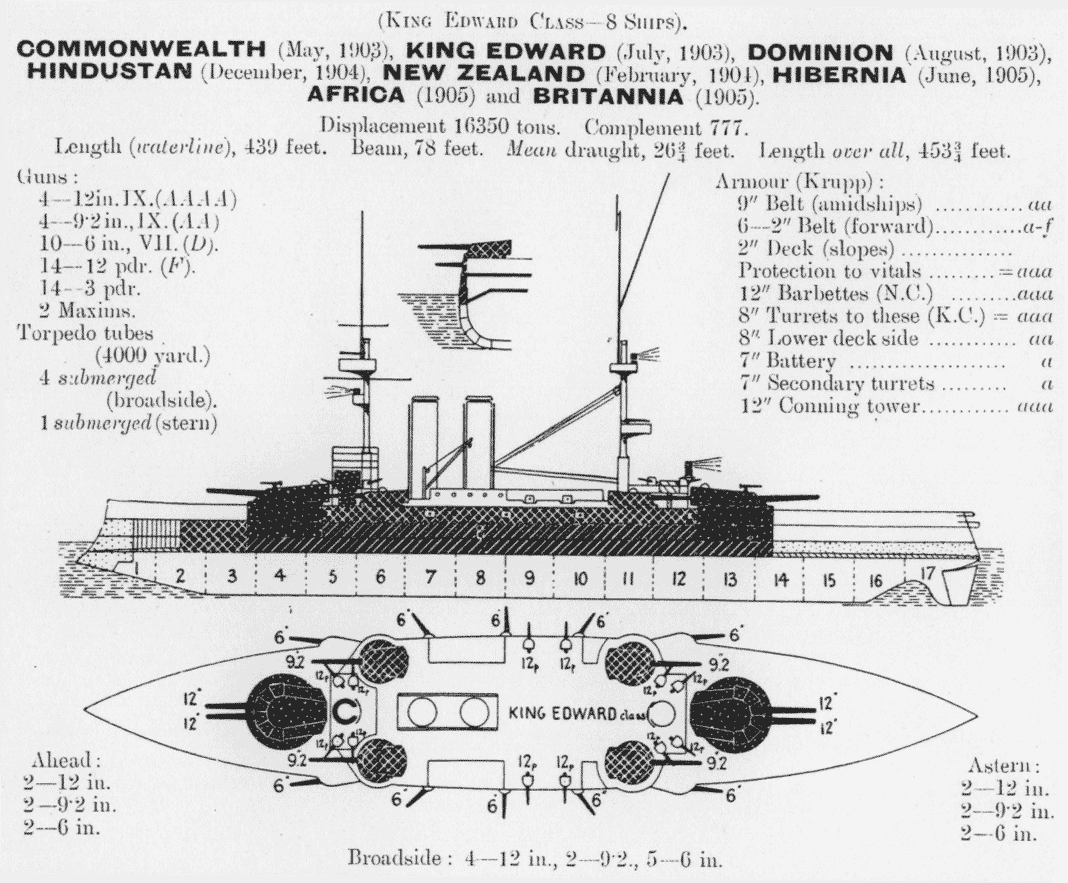
Seitenriss und Decksplan

Das Schiff hatten eine Gesamtlänge von 138,30 m, eine Breite von 22,90 m und einen Tiefgang von 7,82 m. Die Verdrängung lag zwischen 15.835 t und 17.567 t.

### Antrieb
Die Africa war mit zwei Vierzylinder-Verbunddampfmaschinen ausgestattet, die jeweils eine Welle antrieben und insgesamt 18.000 Shp (13.239 kW) entwickelten, mit der sie eine Höchstgeschwindigkeit von 18,5 Knoten (34 km/h) erreichte. Der Dampf wurde von achtzehn Babcock-&-Wilcox-Wasserrohr- und drei Großwasserraumkessel geliefert. Das Schiff konnte maximal 2.273 t Kohle und zusätzlich 386 t Heizöl mitführen, was ihm bei 10 Knoten (19 km/h) eine Reichweite von 5.270 Seemeilen (9.760 km) ermöglichte. Die Besatzung des Schiffes bestand aus 777 Offizieren und Mannschaft.

### Bewaffnung
Die Hauptbewaffnung bestand aus vier 305-mm-Geschützen in Zwillingstürmen vor und hinter den Aufbauten und vier 234-mm-Geschützen in Einzelgeschütztürmen innerhalb der gepanzerten Zitadelle zwei auf jeder Breitseite. Die 305-mm-Geschütze waren auf Mk-BVII-Lafetten mit einem Seitenrichtbereich von −150 bis +150 Grad montiert. Die Kanonen selbst wogen 51 t und hatten bei einer maximalen Elevation von 30° und einer Mündungsgeschwindigkeit von 796 m/s eine Reichweite von 24.230 m. Sie verschossen 386 kg schwere Granaten mit einer Kadenz von etwa zwei Schuss pro Minute. Die vier 234-mm-Geschütze waren auf Mk-V-Einzellafetten mit einem Seitenrichtbereich von −142 bis +142 Grad montiert. Die Kanonen hatten ein Gewicht von 28 t. Sie hatten bei einer maximalen Elevation von 30 Grad und einer Mündungsgeschwindigkeit von 847 m/s eine Reichweite von 23.500 m. Die Sekundärbewaffnung bestand aus zehn 152-mm-Geschützen in Kasematten, fünf auf jeder Breitseite. Die Geschütze hatten bei einer maximalen Elevation von +20° und bei einer Mündungsgeschwindigkeit von 805 m/s eine Reichweite von 16.340 m. Sie verschossen 45 kg schwere Granaten mit einer Kadenz von fünf bis sieben Schuss pro Minute. Zum Schutz gegen Torpedoboote waren vierzehn 76-mm-Geschütze sowie vierzehn 47-mm-Schnellfeuergeschütze installiert. Außerdem besaß das Schiff fünf 450-mm-Torpedorohre, eines im Heck unter Wasser und zwei auf jeder Breitseite über Wasser.

### Panzerung
Der Panzergürtel des Schiffes bestand aus 229 mm Krupp-Zementstahl und reichte mittschiffs von etwa 7,62 m vor der vorderen Barbette bis zur achteren Barbette, wo er in 203- bis 305-mm-Querschotten endete. Vor dem Gürtel verringerte sich die Dicke bis zum Bug auf 50 mm AHS-Stahl. Hinter dem Hauptgürtel bestand die Panzerung aus 50 mm Nickelstahl, der über die gleiche Breite wie der Hauptgürtel verlief und sich über eine Länge von 36 m zum Heck hin erstreckte. Die Türme der 305-mm-Geschütze waren mit 203 bis 305 mm und die Türme der 234-mm-Kanonen mit 127 bis 229 mm dicken Panzerplatten geschützt. Die Barbetten mit einer Innenfläche von 152 mm waren oberhalb 304 mm und unterhalb des Hauptdecks 203 mm dick. Die Kasematten für die 152-mm-Geschütze waren durch 178 mm dicke Panzerung geschützt. Der Kommandoturm war rundherum mit 305 mm gepanzert. Die zwei gepanzerten Decks waren 25 bis 64 mm dick.